# Norvégianisation
La norvégianisation (fornorsking av samer) a été une politique officielle du gouvernement norvégien visant les peuples Sâmes et, plus tard, les Kven vivant au nord du pays, afin d'assimiler les non-Norvégiens et les populations autochtones au sein d'un ensemble voulu ethniquement et culturellement uniforme.

## Politique de norvégianisation
Cette politique a des racines dans le programme missionnaire de la fin des années 1700, mais officiellement commencée en tant que politique officielle du gouvernement seulement à la fin des années 1800. Des lois ont été adoptées interdisant l'enseignement de la langue sâme et restreignant les droits des Sâmes à l'achat de terres. Ces lois ont été motivées par le nationalisme norvégien ainsi que par des différences religieuses entre Sâmes et population norvégienne, les Sâmes étant animistes et polythéistes, alors que le luthérien est la religion officielle de l'État norvégien. À la fin des années 1950, les Sâmes ont été largement considérés comme des handicapés mentaux, justifiant ainsi le  paternalisme des lois et de la politique à leur encontre : « Dans le consensus populaire à partir de 1950, les Sâmes ont été classés dans la même catégorie que les “handicapés mentaux” et les “fous” ».  

La politique de norvégianisation a été abandonnée dans les années 1980, et des réparations ont été faites sous la forme d'un soutien financier au Parlement sami de Norvège ainsi que par d'autres programmes connexes. En 1997, le roi de Norvège, Harald V, a fait des excuses officielles au nom du gouvernement aux Sâmes et aux Kvens en raison de ce programme gouvernemental : 

« The state of Norway was founded on the territory of two peoples - the Sámi people and the Norwegians. Sámi history is closely intertwined with Norwegian history. Today, we express our regret on behalf of the state for the injustice committed against the Sámi people through its harsh policy of Norwegianization. »

#### Contexte historique
- Histoire de la Norvège

#### Culture traditionnelle sâme
- Laponie, Renniculture, Pastoralisme nomade
- Joik, Lavvu, Goahti, Mythologie sâme

#### Contexte religieux
- Christianisation des peuples scandinaves, Piétisme, Luthéranisme (Sacerdoce universel)

#### Notions
- Acculturation, Assimilation culturelle, Ethnocide, Génocide culturel, Écocide

#### Droit international
- Anthropologie juridique, Coutume, Savoirs traditionnels
- Peuple autochtone, Droit des peuples autochtones (Déclaration des droits des peuples autochtones)
- Terra nullius, Doctrine de la découverte, Colonialisme, Colonisation, Décolonisation, Droit des peuples à disposer d'eux-mêmes

#### Études théoriques
- Études postcoloniales, Études décoloniales, Guerres de l'histoire

## Autres sources
- Josefsen, Eva (2001) Défi Politique : Expériences de Peuples Autochtones avec les Partis Politiques et les Élections (Kathrin Wessendorf, ed., Groupe de Travail International pour les Affaires Autochtones. Chapitre 2, Page 68)  (ISBN 978-8790730451)[réf. nécessaire]
- Hansen, Lars Ivar ; Bjørnar Olsen (2004), Samenes historie de fram jusqu'à 1750[pas clair] (Cappelen Damm Akademisk)  (ISBN 82-02-19672-8)